# Avaliação ambiental estratégica

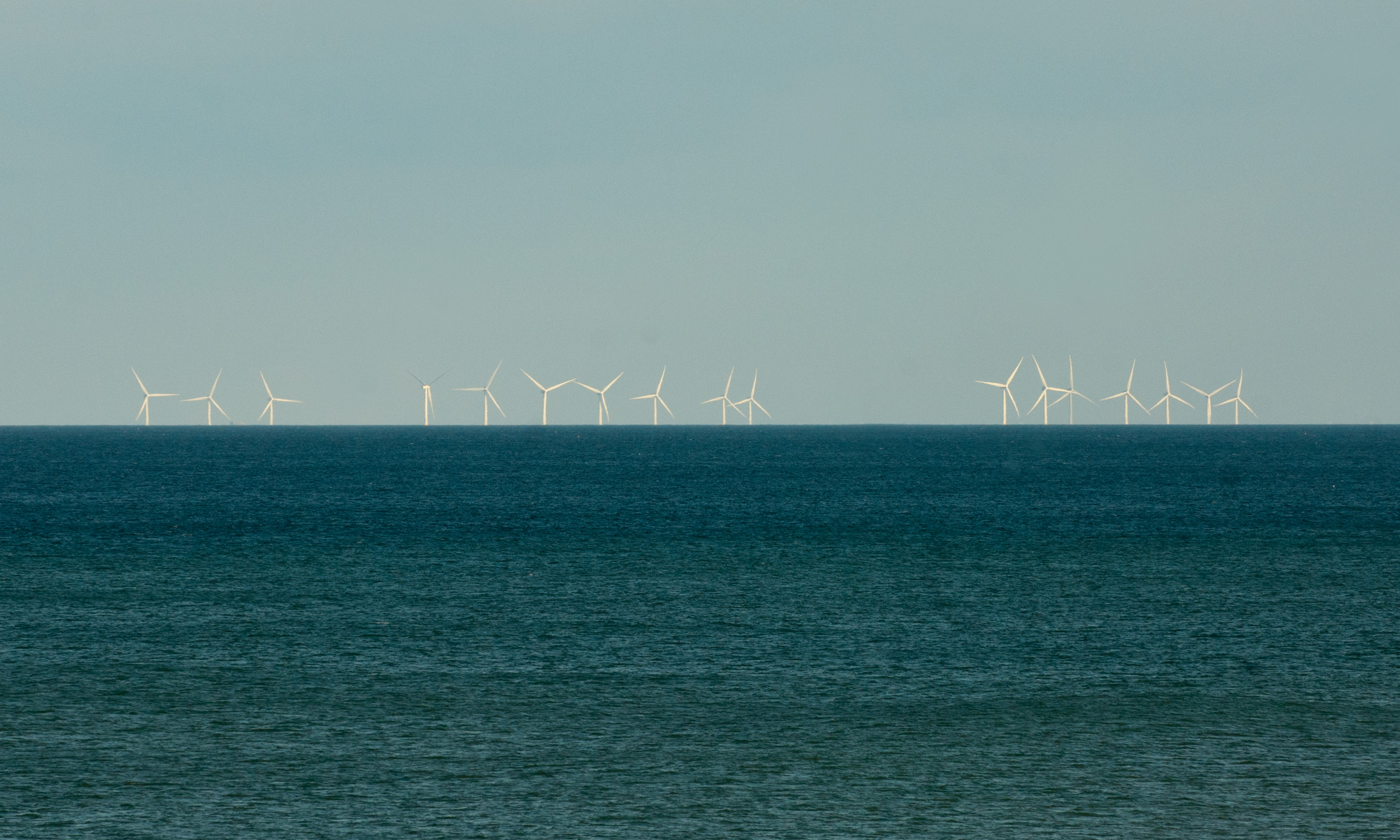
A AAE de parques eólicos offshore permitiu identificar lacunas no conhecimento sobre os seus impactes a longo prazo

A avaliação ambiental estratégica (AAE ) é um processo sistemático de apoio à decisão, com o objetivo de garantir que os aspectos ambientais e possivelmente outros aspectos de sustentabilidade sejam considerados de maneira eficaz na formulação de políticas, planos e programas. Neste contexto, seguindo Fischer (2007) a AAE pode ser vista como:
- um processo estruturado, rigoroso, participativo, aberto e transparente de avaliação de impacto ambiental (AIA), aplicado particularmente a planos e programas, preparado por autoridades de planeamento público e, por vezes, por organismos privados,
- um processo participativo, aberto e transparente, possivelmente não baseado em AIA, aplicado de forma mais flexível às políticas, elaborado por autoridades de planeamento público e por vezes por entidades privadas, [1]
- um processo flexível não baseado em AIA, aplicado a propostas legislativas e outras políticas, planos e programas na tomada de decisões políticas.

A eficácia da AAE apoia-se num quadro de decisão estruturada e em camadas, com o objetivo de apoiar a tomada de decisão mais eficaz e eficiente para o desenvolvimento sustentável e a melhoria da governança, fornecendo um foco substantivo em relação às questões, questões e alternativas a serem consideradas na política, plano e programa (PPP ) fazer.
A AAE é um instrumento baseado em evidências, que visa agregar rigor científico à elaboração de PPP, por meio de métodos e técnicas de avaliação adequados. Ahmed e Sanchez Triana (2008) desenvolveram uma abordagem para o desenho e implementação de políticas públicas que segue um processo contínuo ao invés de uma intervenção discreta. 